# Krivnja (Roese)
Krivnja (Bulgaars: Кривня) is een dorp in het noordoosten van Bulgarije. Het dorp is gelegen in de gemeente Vetovo, oblast Roese. Het dorp ligt ongeveer 37 km ten oosten van Roese en 265 km ten noordoosten van de hoofdstad Sofia.

## Bevolking
Op 31 december 2020 telde het dorp 453 inwoners. Het aantal inwoners vertoont al jaren een trend: in 1934 woonden er nog 2.394 inwoners in het dorp.
|  |

In het dorp wonen vooral etnische Bulgaren, maar ook een substantiële minderheid van de Roma. In de optionele volkstelling van 2011 identificeerden 300 van de 568 ondervraagden zichzelf als etnische Bulgaren, oftewel 52,8%. De overige inwoners identificeerden zichzelf vooral als etnische Roma (149 ondervraagden, oftewel 26,2%). De overige ondervraagden hebben geen etnische achtergrond gespecificeerd.
| Etnische samenstelling van de respondenten (2011) | Etnische samenstelling van de respondenten (2011) | Etnische samenstelling van de respondenten (2011) | Etnische samenstelling van de respondenten (2011) | Etnische samenstelling van de respondenten (2011) |
| ------------------------------------------------- | ------------------------------------------------- | ------------------------------------------------- | ------------------------------------------------- | ------------------------------------------------- |
|                                                   |                                                   |                                                   |                                                   |                                                   |
| Bulgaren                                          | Bulgaren                                          |                                                   | 52,8%                                             | 52,8%                                             |
| Turken                                            | Turken                                            |                                                   | 0,0%                                              | 0,0%                                              |
| Roma                                              | Roma                                              |                                                   | 26,2%                                             | 26,2%                                             |
| Anders/Onbekend                                   | Anders/Onbekend                                   |                                                   | 21,0%                                             | 21,0%                                             |

Glodzjevo · Krivnja · Pisanets · Senovo · Smirnenski · Vetovo